# Michael Prosser-Schell
Michael Prosser-Schell (* 14. Juni 1960 in Freiburg im Breisgau) ist ein deutscher Volkskundler.

## Leben
Nach dem Studium der Volkskunde, Geschichte und Germanistik an den Universitäten Freiburg im Breisgau und Würzburg 1981–1987 und dem Promotionsstudiengang an der Universität Freiburg im Breisgau (1987–1990, Doktorexamen in den Fächern Volkskunde, Geschichte, Sprachwissenschaft 1991) war er wissenschaftlicher Assistent am Lehrstuhl für Volkskunde der Universität Regensburg (1991–1997). Nach der Habilitation (Lehrbefugnis an der Philosophischen Fakultät der Universität Würzburg) 2002 ist er seit 2009 außerplanmäßiger Professor an der Albert-Ludwigs-Universität Freiburg.
Seine Forschungsschwerpunkte sind Mündlichkeit/Gedächtniskultur – Schriftlichkeit – Mediengeschichte; Geschichte der popularen religiösen Kultur in Mitteleuropa; Ritualforschung, insbesondere über Sportveranstaltungen als populäre Feste der Gegenwart; Migrationsforschung, insbesondere zu Flucht und Vertreibung nach dem II. Weltkrieg; Südwestdeutschland und erweiterte Oberrheinregion und Donauraum/Karpatenbecken.